# Shimonoseki
Shimonoseki (下関市?, Shimonoseki-shi) è una città giapponese della prefettura di Yamaguchi.
È soprannominata la "Capitale del fugu" ed è famosa per la pesca del pesce palla, uno dei simboli della città.

## Storia
Il clan Taira e il clan Minamoto combatterono la battaglia di Dan-no-ura nel 1185 a Shimonoseki, nei pressi dell'attuale ponte sullo stretto di Kanmon.
Per la sua posizione geografica, è stata al centro di importanti eventi della storia del Giappone, come la campagna di Shimonoseki nel 1864 e il trattato di Shimonoseki del 1895, che pose fine alla prima guerra sino-giapponese.
Il 1º aprile del 1889 la città divenne ufficialmente un comune autonomo ed un decreto imperiale del luglio dello stesso anno designò Shimonoseki come porto franco per il commercio con gli Stati Uniti e il Regno Unito.
Il 13 febbraio 2005, la città di Shimonoseki si ampliò assorbendo dal distretto di Toyoura le cittadine di Hōhoku, Kikugawa, Toyota e Toyoura.

## Monumenti e luoghi d'interesse

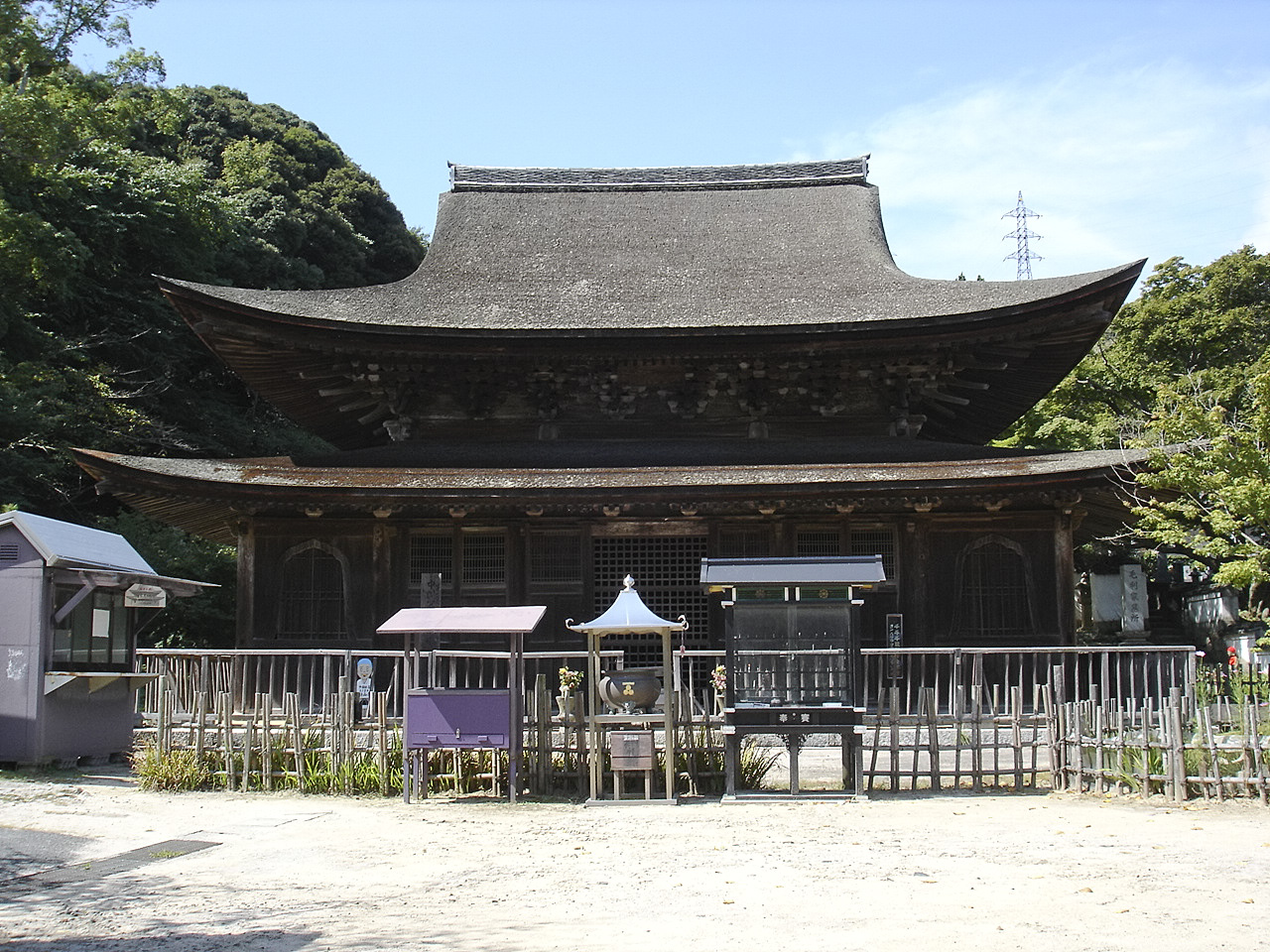
Il tempio di Kōzan-ji

- Tempio di Kōzan-ji della scuola Sōtō-shū, fondato nel 1327 come tempio della scuola Rinzai-shū.
- Faro di Mutsurejima, eretto nel 1872, tra i più antichi del Giappone.
- Isola di Ganryū-jima, famosa per il duello tra Miyamoto Musashi e Sasaki Kojirō nel 1612.
- Kaikyō Yume Tower (海峡ゆめタワー?), grattacielo alto 153 m, il più alto del Giappone occidentale, inaugurato nel luglio del 1996.

## Clima
| Shimonoseki (1991-2020) Fonte: JMA                   | Mesi        | Mesi        | Mesi        | Mesi        | Mesi        | Mesi        | Mesi        | Mesi        | Mesi        | Mesi        | Mesi        | Mesi        | Stagioni | Stagioni | Stagioni | Stagioni | Anno    |
| Shimonoseki (1991-2020) Fonte: JMA                   | Gen         | Feb         | Mar         | Apr         | Mag         | Giu         | Lug         | Ago         | Set         | Ott         | Nov         | Dic         | Inv      | Pri      | Est      | Aut      | Anno    |
| ---------------------------------------------------- | ----------- | ----------- | ----------- | ----------- | ----------- | ----------- | ----------- | ----------- | ----------- | ----------- | ----------- | ----------- | -------- | -------- | -------- | -------- | ------- |
| T. max. media (°C)                                   | 9,7         | 10,5        | 13,7        | 18,4        | 22,7        | 25,8        | 29,7        | 31,3        | 27,8        | 23,0        | 17,5        | 12,3        | 10,8     | 18,3     | 28,9     | 22,8     | 20,2    |
| T. media (°C)                                        | 7,2         | 7,5         | 10,3        | 14,7        | 19,1        | 22,5        | 26,5        | 27,9        | 24,6        | 19,7        | 14,5        | 9,5         | 8,1      | 14,7     | 25,6     | 19,6     | 17,0    |
| T. min. media (°C)                                   | 4,8         | 4,9         | 7,4         | 11,6        | 16,2        | 20,1        | 24,2        | 25,6        | 22,2        | 16,9        | 11,8        | 7,0         | 5,6      | 11,7     | 23,3     | 17,0     | 14,4    |
| T. max. assoluta (°C)                                | 19,1 (1927) | 23,7 (2021) | 26,2 (1979) | 29,7 (1983) | 30,9 (2014) | 33,7 (1994) | 36,2 (1994) | 37,0 (1960) | 35,0 (1983) | 30,6 (2016) | 26,9 (2015) | 26,2 (2018) | 26,2     | 30,9     | 37,0     | 35,0     | 37,0    |
| T. min. assoluta (°C)                                | −6,3 (1936) | −6,5 (1901) | −5,5 (1896) | 0,5 (1972)  | 6,5 (1894)  | 9,5 (1893)  | 15,1 (1966) | 17,5 (1899) | 12,8 (1930) | 5,9 (1941)  | 0,7 (1893)  | −4,6 (1926) | −6,5     | −5,5     | 9,5      | 0,7      | −6,5    |
| Giorni di calura (Tmax ≥ 30 °C)                      | 0,0         | 0,0         | 0,0         | 0,0         | 0,1         | 1,4         | 16,4        | 22,9        | 6,8         | 0,0         | 0,0         | 0,0         | 0,0      | 0,1      | 40,7     | 6,8      | 47,6    |
| Giorni di gelo (Tmin ≤ 0 °C)                         | 0,8         | 0,8         | 0,0         | 0,0         | 0,0         | 0,0         | 0,0         | 0,0         | 0,0         | 0,0         | 0,0         | 0,1         | 1,7      | 0,0      | 0,0      | 0,0      | 1,7     |
| Nuvolosità (okta al giorno)                          | 7,6         | 7,1         | 6,5         | 6,2         | 6,6         | 8,0         | 7,3         | 6,5         | 6,8         | 5,7         | 6,2         | 7,0         | 7,2      | 6,4      | 7,3      | 6,2      | 6,8     |
| Precipitazioni (mm)                                  | 80,0        | 75,9        | 121,2       | 130,8       | 154,2       | 253,6       | 309,4       | 190,0       | 162,6       | 83,7        | 81,9        | 69,1        | 225,0    | 406,2    | 753,0    | 328,2    | 1 712,4 |
| Giorni di pioggia                                    | 9,3         | 9,1         | 10,1        | 9,6         | 8,7         | 11,3        | 10,7        | 9,1         | 8,5         | 6,1         | 8,0         | 9,0         | 27,4     | 28,4     | 31,1     | 22,6     | 109,5   |
| Nevicate (cm)                                        | 1           | 1           | 0           | 0           | 0           | 0           | 0           | 0           | 0           | 0           | 0           | 0           | 2        | 0        | 0        | 0        | 2       |
| Giorni di neve                                       | 0,4         | 0,6         | 0,0         | 0,0         | 0,0         | 0,0         | 0,0         | 0,0         | 0,0         | 0,0         | 0,0         | 0,0         | 1,0      | 0,0      | 0,0      | 0,0      | 1,0     |
| Giorni di nebbia                                     | 0,1         | 0,2         | 0,2         | 0,5         | 0,5         | 0,4         | 0,3         | 0,0         | 0,0         | 0,0         | 0,1         | 0,1         | 0,4      | 1,2      | 0,7      | 0,1      | 2,4     |
| Umidità relativa media (%)                           | 63          | 63          | 65          | 67          | 70          | 78          | 79          | 75          | 73          | 67          | 66          | 63          | 63       | 67,3     | 77,3     | 68,7     | 69,1    |
| Radiazione solare globale media (centesimi di MJ/m²) | 6,9         | 9,8         | 13,5        | 16,9        | 18,8        | 16,5        | 17,2        | 18,2        | 14,6        | 12,5        | 8,8         | 6,5         | 23,2     | 49,2     | 51,9     | 35,9     | 160,2   |
| Ore di soleggiamento mensili                         | 95,8        | 116,1       | 162,9       | 187,6       | 207,1       | 146,6       | 172,4       | 207,2       | 161,9       | 176,3       | 134,7       | 102,6       | 314,5    | 557,6    | 526,2    | 472,9    | 1 871,2 |
| Pressione a 0 metri s.l.m. (hPa)                     | 1 019,1     | 1 018,4     | 1 016,0     | 1 012,8     | 1 009,5     | 1 006,0     | 1 005,9     | 1 006,5     | 1 009,8     | 1 015,0     | 1 018,3     | 1 019,7     | 1 019,1  | 1 012,8  | 1 006,1  | 1 014,4  | 1 013,1 |
| Tensione di vapore (hPa)                             | 6,5         | 6,7         | 8,3         | 11,3        | 15,4        | 21,1        | 27,2        | 28,3        | 22,6        | 15,6        | 11,2        | 7,7         | 7,0      | 11,7     | 25,5     | 16,5     | 15,2    |
| Vento (direzione-m/s)                                | E 4,0       | E 3,6       | E 3,4       | E 3,2       | E 3,0       | E 2,6       | E 2,7       | ESE 2,7     | E 2,6       | E 2,7       | E 3,0       | E 3,8       | 3,8      | 3,2      | 2,7      | 2,8      | 3,1     |

## Amministrazione

### Gemellaggi
- Santos, dal 1971
- Istanbul, dal 1972
- Pusan, dal 1976
- Tsingtao, dal 1979
- Gedda, dal 1995
- Pittsburg, dal 1998